# Religion au Burundi

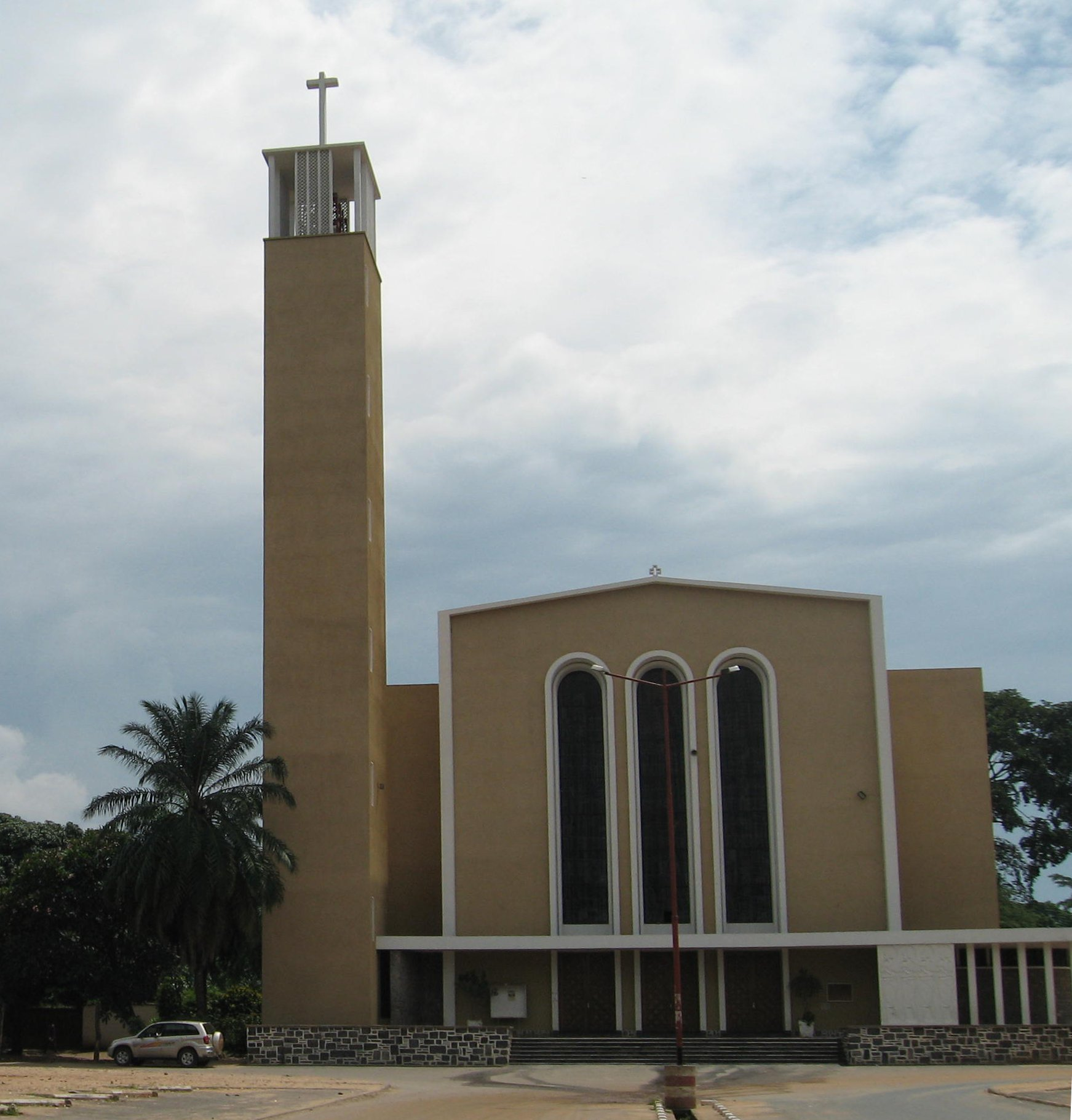
Cathédrale Regina Mundi de Bujumbura

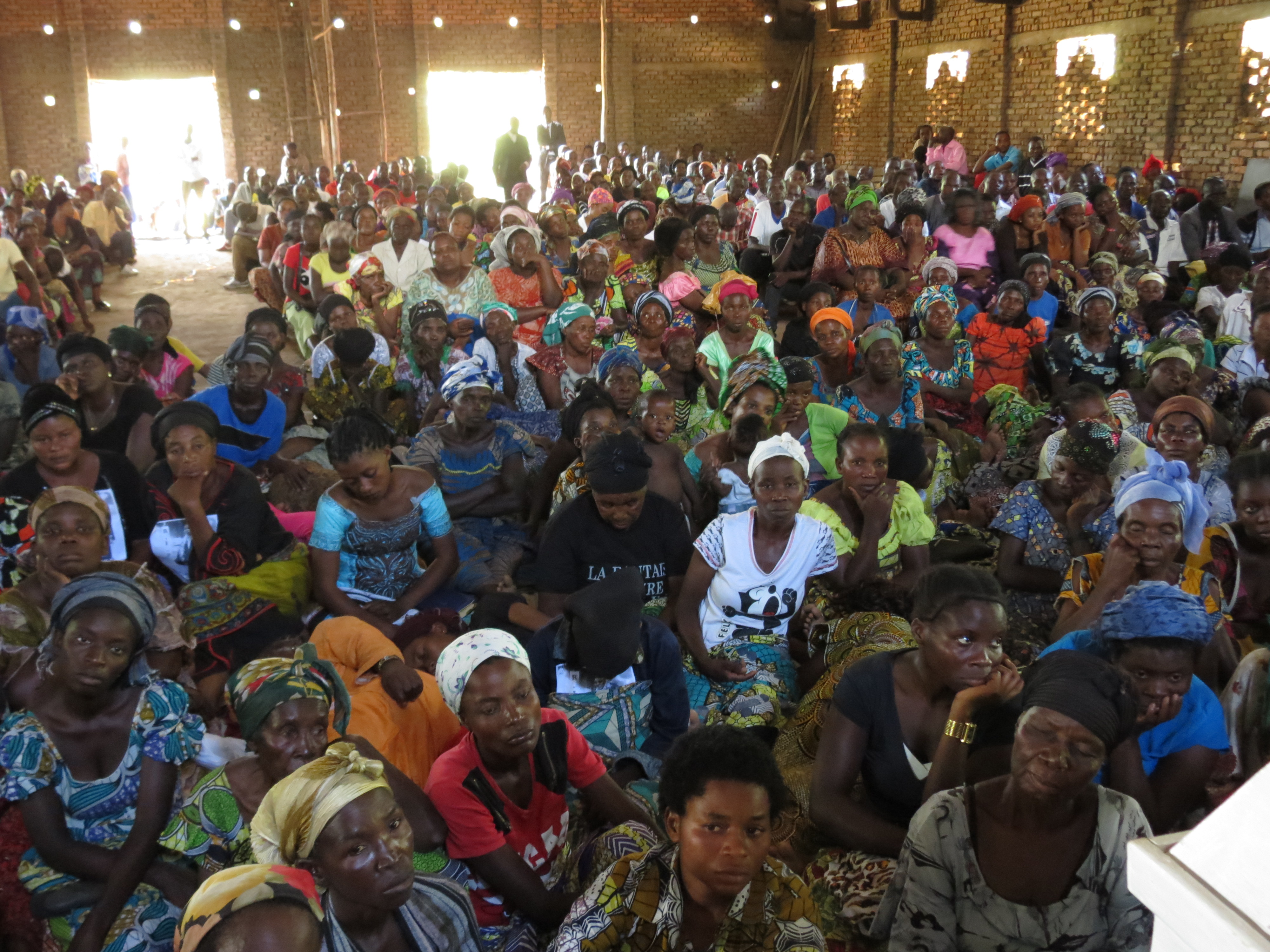
Messe d'adieu

On pratique plusieurs religions au Burundi. La composition religieuse est la suivante : catholiques 60 %, religions indigènes 20 %, protestants 15 %, musulmans 2 % à 5 %.

## Christianisme
Les premières missions chrétiennes sont arrivées en 1879, mais les missionnaires ont été tués et le roi du Burundi, qui a régné jusqu'en 1908, ne s'intéressait pas à la théologie étrangère ni aux marchandises importées.

## Islam

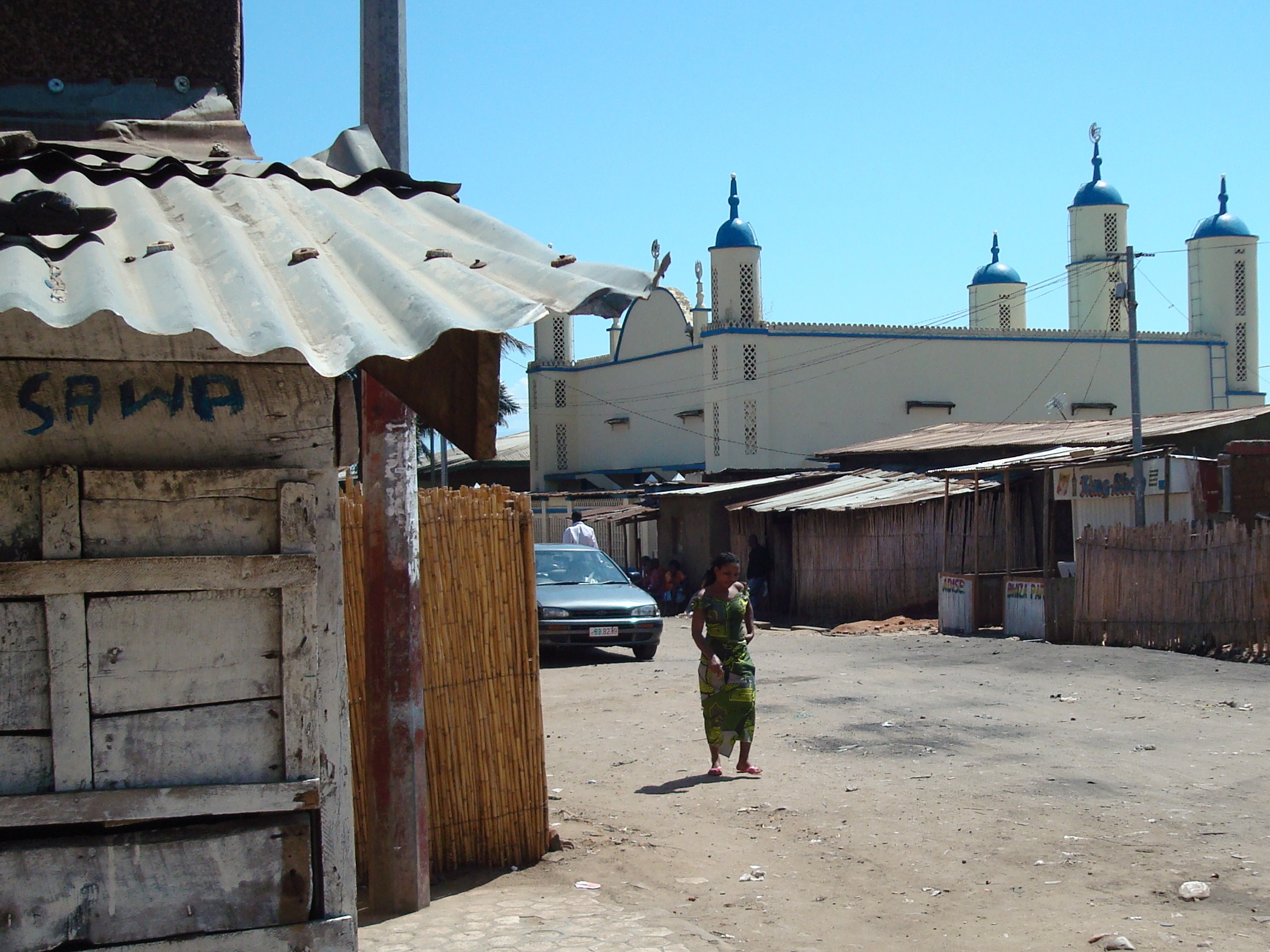
Mosquée de Bujumbura

## Estimations 2020
- Christianisme (75-91 %), Christianisme au Burundi (en)
  - catholicisme (60..61 %)
  - protestantisme (20..30 %), dont anglicanisme, pentecôtisme, méthodisme, kimbanguisme, quakerisme, adventisme...
- Islam en Ouganda (2-10 %), Sunnisme, Chiisme, Soufisme, Charia
- Religions indigènes (15-20 % officiellement), Kubandwa (pl), Imana, culte de Kiranga (sv), souvent appelé sorcellerie par les religions chrétiennes et musulmanes mais sans doute la véritable spiritualité burundaise
  - Religions traditionnelles africaines, Animisme, Fétichisme, Esprit tutélaire, Mythologies africaines
  - Syncrétisme
- Autres spiritualités (<1 %) : Bahaïsme au Burundi (en), hindouisme, bouddhisme...
- Agnosticisme, Athéisme, Irréligion (<1 %)
- Liberté de religion au Burundi (en)[3],[4],[5]